# Ålhusdammen
Ålhusdammen är en sjö i Sandvikens kommun i Gästrikland och ingår i Gavleåns huvudavrinningsområde. Sjön har en area på 0,162 kvadratkilometer och ligger 70 meter över havet. Sjön avvattnas av vattendraget Högboån (Säverängsån).

## Delavrinningsområde
Ålhusdammen ingår i det delavrinningsområde (672879-155568) som SMHI kallar för Utloppet av Ålhusdammen. Medelhöjden är 73 meter över havet och ytan är 1,72 kvadratkilometer. Räknas de 21 avrinningsområdena uppströms in blir den ackumulerade arean 175,43 kvadratkilometer. Högboån (Säverängsån) som avvattnar avrinningsområdet har biflödesordning 2, vilket innebär att vattnet flödar genom totalt 2 vattendrag innan det når havet efter 41 kilometer. Avrinningsområdet består mestadels av skog (72 procent). Avrinningsområdet har 0,17 kvadratkilometer vattenytor vilket ger det en sjöprocent på 10,1 procent.